# Simon Farquhar
Simon Alexander Farquhar (15 dicembre 1972) è uno scrittore e drammaturgo scozzese, attore durante il periodo universitario nel gruppo della Università di Dundee Centre Stage.
I suoi drammi sono stati rappresentati inizialmente a Cullen – tra cui uno con Twiggy ambientato alla fine degli anni 1960. Altri hanno avuto luogo al Royal Court Theatre di Londra, tra cui Rainbow Kiss con Joseph McFadden e Dawn Steele, diretto da Richard Wilson. Rainbow Kiss è successivamente stato allestito a New York nella primavera del 2008, diretto da Will Frears e prodotto dalla The Play Company.
Nell'ottobre 2006 è stato invitato e prender parte al Gala di beneficenza dell'Old Vic, in cui sei drammaturghi dovevano scrivere un dramma di 10 minuti, scegliendone anche gli attori. Farquhar ha presentato Dream Me a Winter con Tamzin Outhwaite e Patricia Hodge.
Farquhar ha inoltre scritto molti articoli ed è apparso in televisione, promuovendo il dramma TV, in particolare quello degli anni 1970. Nel 2007 ha scritto e presentato il documentario Razor Sharp: The Story of Peter McDougall, biografia del drammaturgo scozzese. Nel 2015 ha scritto e presentato A Sympathetic Eye per BBC Radio 4. Il suo libro Play for Today: The First Year 1970-1971 è stato pubblicato nel 2021.
Il suo libro A Dangerous Place: The Story of the Railway Murders (pubblicato nel 2016) racconta la storia dei "killer delle ferrovie" John Duffy e David Mulcahy ed è stato scritto in memoria di suo padre, che fu uno degli ufficiali di polizia che si occuparono del caso negli anni 1980. Il libro venne nominato al CWA Gold Dagger Award for Non-Fiction nel 2017.
Nel 2017 ha scritto l'opera teatrale Wassail Play, messa in scena al Theatre Royal di Dumfries.

## Radio
- Candy Floss Kisses (2004) - Radiodramma, BBC Radio 4
- Elevenses with Twiggy (2006) - Radiodramma, BBC Radio 4

## Teatro
- I Do Solemnly Declare (2001) - Aberdeen Arts Centre
- Rainbow Kiss (2006) - Royal Court Theatre
- Dream Me a Winter (2006) - Old Vic
- Wassail Play (2017) - Theatre Royal, Dumfries

## Libri
- A Dangerous Place (2016)
- Play for Today: The First Year 1970-1971 (2021)